# Hypena erikae
Hypena erikae là một loài bướm đêm trong họ Erebidae.